# Шапјане
Шапјане су насељено место у саставу општине Матуљи у Приморско-горанској жупанији, Република Хрватска.

## Историја
На последњем аустроугарском попису становништва из 1910. године, становништво овог истарског села се стопроцентно изјаснило за словеначки језик као матерњи.
До територијалне реорганизације у Хрватској налазиле су се у саставу старе општине Опатија.

## Становништво
На попису становништва 2011. године, Шапјане су имале 188 становника.

## Попис1991.
На попису становништва 1991. године, насељено место Шапјане је имало 214 становника, следећег националног састава:
| Попис 1991.‍  | Попис 1991.‍  | Попис 1991.‍ | Попис 1991.‍ | Попис 1991.‍ |
| ------------ | ------------ | ----------- | ----------- | ----------- |
|              |              |             |             |             |
| Хрвати       | Хрвати       |             | 164         | 76,63%      |
| Словенци     | Словенци     |             | 22          | 10,28%      |
| Југословени  | Југословени  |             | 9           | 4,20%       |
| Срби         | Срби         |             | 6           | 2,80%       |
| Црногорци    | Црногорци    |             | 3           | 1,40%       |
| Италијани    | Италијани    |             | 1           | 0,46%       |
| Македонци    | Македонци    |             | 1           | 0,46%       |
| неопредељени | неопредељени |             | 2           | 0,93%       |
| регион. опр. | регион. опр. |             | 4           | 1,86%       |
| непознато    | непознато    |             | 2           | 0,93%       |
| укупно: 214  |              |             |             |             |